# Coppo di Marcovaldo
Coppo di Marcovaldo (ur. ok. 1225 we Florencji, zm. ok. 1276) – gotycki malarz włoski, aktywny w 2 poł. XIII wieku.

## Biografia
Jeden z niewielu znanych z imienia malarzy toskańskich XIII wieku. Urodził się we Florencji ok. 1225 roku. Oprócz rodzinnej Florencji był aktywny w takich miastach jak: Siena i Pistoia. W 1261 namalował obraz Madonna z Dzieciątkiem i aniołami dla kościoła Dei Servi w Sienie. Następnie pracował nad freskami w katedrze w Pistoi. W 1274 ponownie w Pistoi, wraz z synem Salernem zatrudniony przy malowaniu obrazów na desce. Jedyną pewną atrybucją jest obraz Madonna z Dzieciątkiem i aniołami, nazywany też Madonna del Bordone.

## Dzieła
- Madonna z Dzieciątkiem i aniołami – 1261, Siena, Bazylika św. Klemensa
- Krzyż z San Gimignano – 1264, San Gimignano, Museo civico
- Krzyż z San Zeno – 1274, Pistoia, Katedra św. Zenona
- Święty Franciszek i historie ze swojego życia – ok. 1243-1245, Florencja, Bazylika Świętego Krzyża (przypisywany)[3]

## Galeria

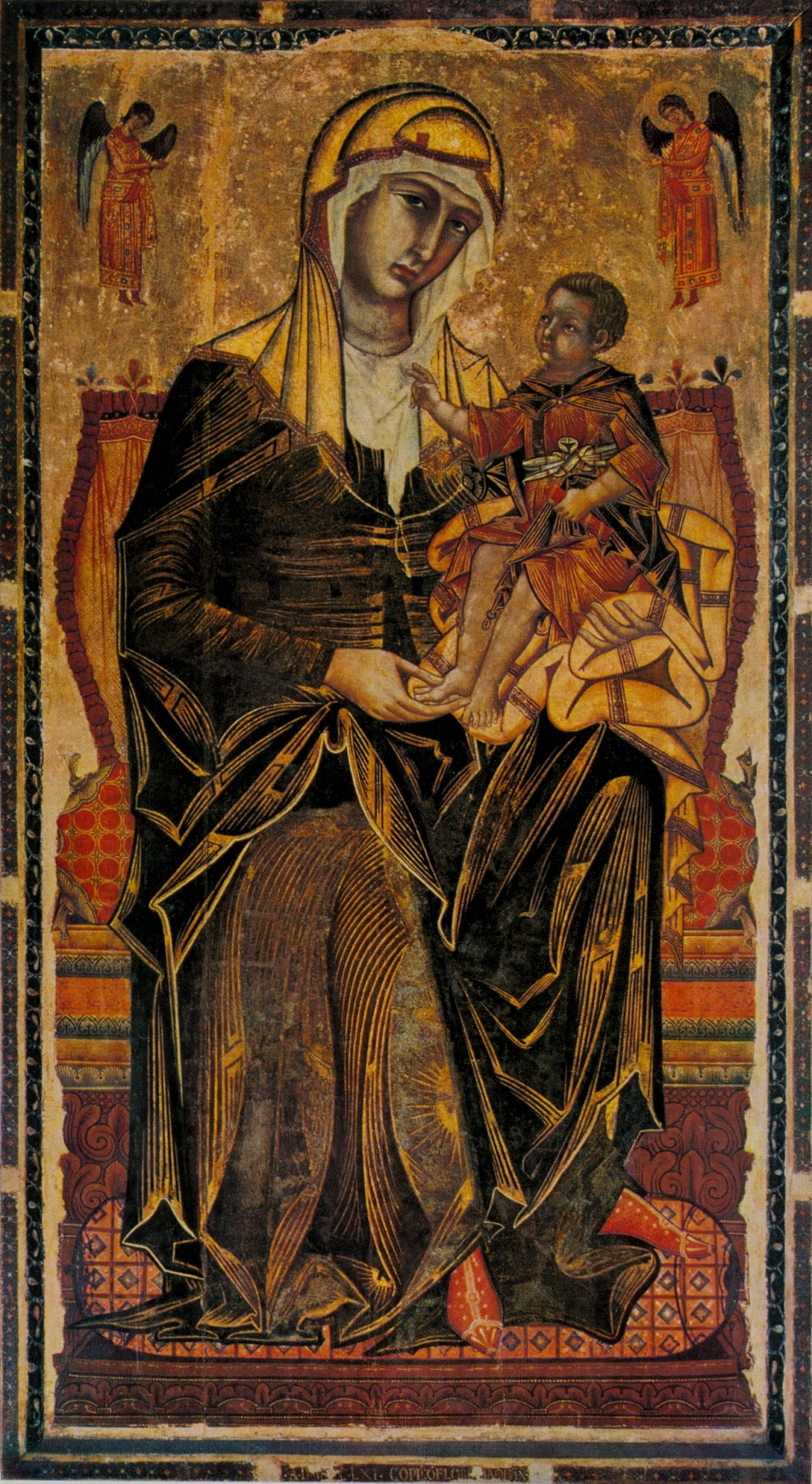
Madonna z Dzieciątkiem i aniołami, 1261
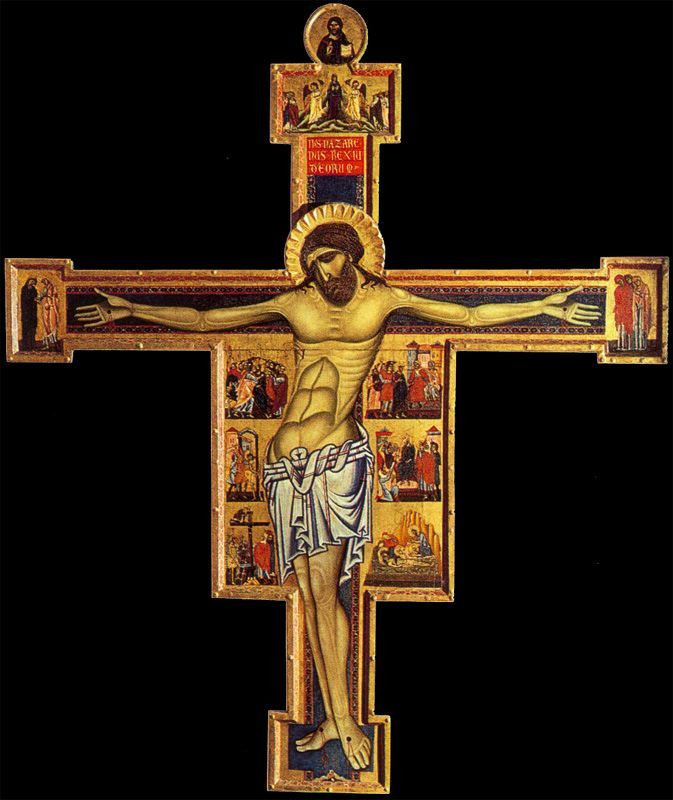
Krzyż z San Gimignano, 1264
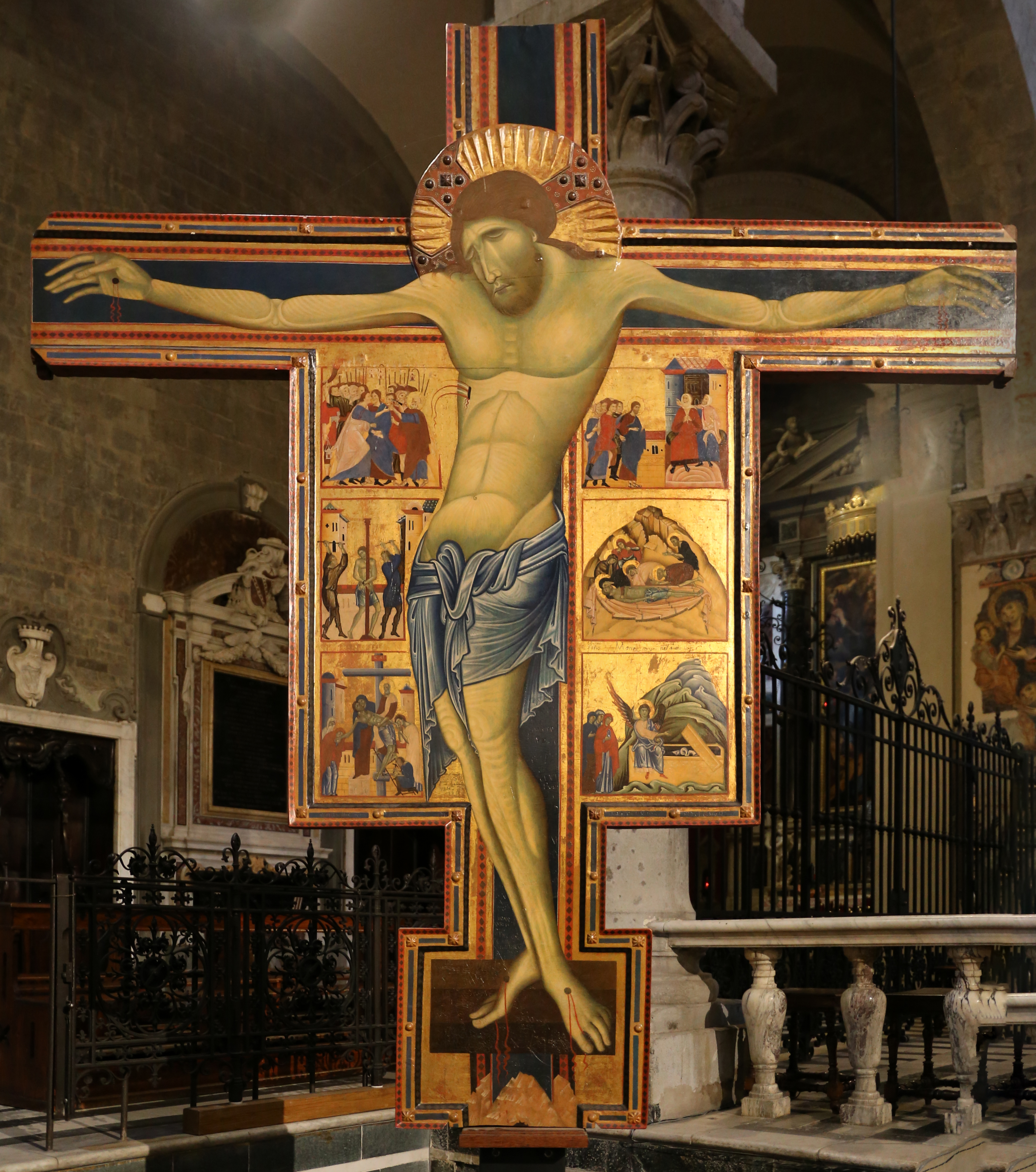
Krzyż z San Zeno, 1274
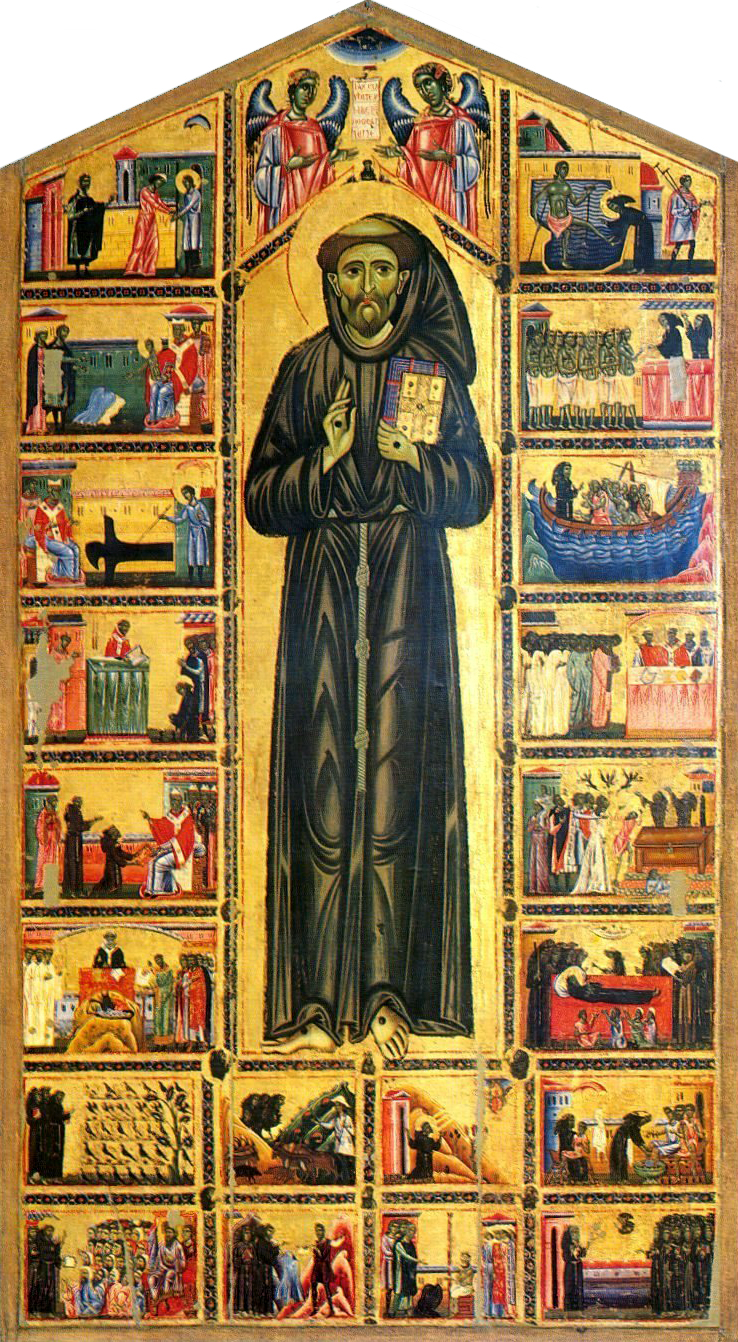
Święty Franciszek i historie ze swojego życia, ok. 1243-1245